# Brain Damage (gruppo musicale)
Brain Damage è un gruppo musicale francese di genere dub originario di Saint-Étienne, fondato nel 1999 da Martin Nathan e Raphael Talis.

## Storia
Martin Nathan, considerato uno dei pionieri del dub francese, fonda i Brain Damage nel 1999 a Saint-Etienne. In tournée con il bassista Raphael Talis fino al 2011, poi da solo, produce e suona spettacoli di macchine dal vivo (Live acts). Frequenta anche una trasmissione settimanale di reggae e dub sulle onde radio di Radio Dio, una radio locale rock. L'EP Bipolar Disorder, pubblicato sotto l'etichetta Bangarang, riscuote un successo iniziale.
All'inizio del nuovo secolo, Martin lavora con alcuni maestri della scena britannica (Zion Train, Alpha and Omega, The Disciples) e suona a Londra allo Studio Conscious Sounds insieme a MC Tena Stelin. Produce poi due album con l'etichetta de produzione discografica parigina Hammerbass. Nel 2006, entra a far parte dell'etichetta di Lione Jarring Effects e continua ad esplorare ampiamente la poesia Dub e la parola parlata.
Nel 2011 il nuovo progetto, insieme alla band High Tone Dub di Lione, dà vita a un album e un tour chiamati High Damage . Poi continua il suo lavoro con un'altra produzione dub con voci originali e incisive : Brain Damage Dub Sessions "What You Gonna Do ?" . Un anno dopo, nell'ottobre 2013, pubblica Empire Soldiers, realizzato insieme all'artista britannico Steve Vibronics.
Nel 2015 si reca a Kingston e registra le voci che verranno utilizzate nel progetto Walk the Walk/Talk the Talk. Idoli giamaicani come Horace Andy, Willi Williams, Winston Mc Anuff, Kiddus I o Ras Michael, sono celebrati in questi due album.
Nel 2017, Martin Nathan si reca negli Stati Uniti per lavorare con Harrisson Stafford, leader di Groundation . Un anno dopo va in Colombia e produce un nuovo album con voci in lingua spagnola.
Il 2021 vede l'uscita di Brain Damage meets Big Youth- Beyond the Blue, un'associazione creativa e colorata con Big Youth.
Nella primavera del 2023, un altro album dub viene pubblicato con il nome Groundation meets Brain Damage- Dreaming from an Iron Gate. Questa produzione, frutto di una seconda importante collaborazione tra Brain Damage e Harrison Stafford, rivisita Hebron Gate 20 anni dopo con grande virtuosismo.

## Discografia

### EP
- Bipolar Disorder (Bangarang) - 1999

### Album in studio
- Always greener (on the other side) (Bangarang/Hammerbass) - 2002
- Ashes to ashes / Dub to dub (Bangarang/Hammerbass/Sounds Around) - 2004
- Spoken dub manifesto vol.1 (Bangarang/Jarring Effects) - 2006
- Short Cuts (Bangarang/Jarring Effects) - 2008
- Burning before Sunset (Jarring Effects/Discograph) - 2010
- Burning before sunset featuring Black Sifichi (Jarring Effects) -  2010
- High Damage by High Tone meets Brain Damage (Jarring Effects) - 2012
- What you gonna do? (Jarring Effects) - 2012
- Empire Soldiers by Brain Damage meets Vibronics (Jarring Effects) - 2013
- Walk The Walk (Jarring Effects) - 2015
- Talk The Talk (Jarring Effects) - 2016
- Liberation Times by Brain Damage meets Harrison Stafford  (Jarring Effects) - 2017
- Ya no mas ! (Jarring Effects) - 2018
- Beyond the Blue by Brain Damage meets Big Youth (Jarring Effects) - 2021
- Dreaming From an Iron Gate by Groundation meets Brain Damage (Baco Records) - 2023

### Album dal vivo
- Short Cuts Live (Jarring Effects/Discograph) - 2009
- Empire Soldiers Live (Jarring Effects / L'Autre Distribution) - 2015

### Compilation, remix e dubplate
- Combat Dub
- Combat Dub II
- Combat Dub III
- Combat Dub IV
- Digital Park Compilation
- Alpha and Omega Meets Bangarang
- Maxi vinyle de remixes de Lab°
- Roots of Dub Funk vol. 3
- Dub Solidarity
- Crooklyn Dub Outernational/Certified Dope Vol.4
- Alpha and Omega : Spirit of the Ancients
- Dub Excursion (Produced by Sounds Around Records)
- Dub in France
- Dub Addicts
- JFX 100
- Zion Train : Live as one remixed
- How do you sleep ?
- Burn Babylon Burn
- Dub Wiser Chapter II
- Wordsound 48 LP
- High Tone Dub Box
- Brain Damage meets Jazzmin Tutum
- Zenzile Electric Soul Remixes
- Tour de Force Battle Cry Remixed
- Vaticaen Box #2
- Remix of Vibronics' Samsara
- Dub Alliance
- Skank Lab #5
- Tribute to Style Scott, Remix Clash
- Sparky Riots
- Remix on Vibronics' African Stone EP
- Remix of Zenzile So Far So Good